# Anna-Karin Strömstedt
Anna-Karin Elisabet Strömstedt in Olsson (Vansbro, 1º gennaio 1981) è un'ex sciatrice nordica svedese attiva sia nello sci di fondo sia nel biathlon. In seguito al matrimonio ha aggiunto al proprio il cognome del marito e gareggia come Anna-Karin Strömstedt Olsson.

## Biografia
In Coppa del Mondo di sci di fondo ha esordito l'11 marzo 1998 a Falun (71ª), ha ottenuto il primo podio il 24 marzo 2006 a Sapporo (3ª) e la prima vittoria il 4 febbraio 2007 a Davos. Dal 2010 si dedica al biathlon; in Coppa del Mondo di biathlon ha esordito il 3 dicembre di quello stesso anno a Östersund (61ª).
In carriera ha preso parte a un'edizione dei Giochi olimpici invernali, Torino 2006 (gareggiando nel fondo: 30ª nella 30 km, 47ª nell'inseguimento, 4ª nella staffetta), a una dei Campionati mondiali di sci nordico, Sapporo 2007 (40ª nella 15 km il miglior risultato), e a tre dei Campionati mondiali di biathlon (5ª nella staffetta a Ruhpolding 2012 il miglior risultato).

## Palmarès

### Sci di fondo

#### Coppa del Mondo
- Miglior piazzamento in classifica generale: 52ª nel 2006
- 2 podi (entrambi a squadre[1]):
  - 1 vittoria
  - 1 terzo posto

##### Coppa del Mondo - vittorie
| Data            | Località | Nazione  | Spec.                                                                   |
| --------------- | -------- | -------- | ----------------------------------------------------------------------- |
| 4 febbraio 2007 | Davos    | Svizzera | 4x5 km (con Lina Andersson, Charlotte Kalla e Britta Johansson Norgren) |

### Biathlon

#### Coppa del Mondo
- Miglior piazzamento in classifica generale: 52ª nel 2012